# 다대중학교
다대중학교(多大中學校)는 대한민국 부산광역시 사하구 다대동에 있는 공립 중학교이다.

## 학교 연혁
- 1991년 1월 14일 : 다대중학교 설립인가(36학급)
- 1991년 3월 1일 : 초대 황덕률 교장 취임
- 1991년 3월 5일 : 제1회 입학식(504명)
- 1993년 12월 11일 : 제3차 공사(특별교실 13개, 반교실 14개 완공)
- 1994년 2월 16일 : 제1회 졸업식(졸업생 500명)
- 1996년 2월 15일 : 교지 <몰운대> 창간호 발간
- 1998년 2월 5일 : 체육관 착공(단층, 연건평 321평)
- 1999년 3월 1일 : 남녀공학 개편
- 1999년 4월 29일 : 다대관(체육관) 개관(연건평 321평)
- 2000년 10월 31일 : 교외문화활동 연구학교 발표(부산광역시교육청)
- 2006년 7월 12일 : 반딧불이도서관 개관
- 2007년 11월 14일 : 인조잔디구장 조성
- 2007년 12월 7일 : 직업교육 연구학교 운영발표(부산광역시교육청)
- 2011년 11월 17일 : 시교육청 지정 교육과정 자율화 시범학교 운영 보고
- 2025년 2월 7일 : 제32회 졸업식(7학급 153명, 졸업생누계 10,529명)
- 2025년 3월 1일 : 제15대 허정아 교장 부임
- 2025년 3월 4일 : 제35회 입학식(7학급 176명)

## 참고 자료
- 다대중학교 - 한국교육학술정보원 학교알리미